# Olga Ulianova
Olga Ulianova (URSS, 23 de fevereiro de 1963 - Santiago, 29 de dezembro de 2016) foi uma historiadora russa, nascida na antiga União Soviética, nacionalizada chilena, que se especializou em história contemporânea, a Guerra Fria, o movimento comunista chileno e internacional e as redes internacionais não estatais.
Obteve um Master of Arts em História na  Universidade Estatal Lomonosov de Moscovo em 1985, e depois um doctorado com menção em História Universal, na mesma universidade, em 1988. Já por então se dedicava a estudar a história social e política chilena. Trabalhou como tradutora de alguns líderes comunistas chilenos exilados. Casou-se com um chileno exilado e em 1992 transladou-se com ele a viver a Chile. Tem uma filha de nacionalidade chilena e russa.
Fez sua carreira académica na Universidad de Santiago de Chile―USACH―, e em particular no Instituto de Estudos Avançados, do qual foi directora entre 2010-2015; também foi directora do programa de doctorado em Estudos Americanos da USACH. Ademais foi professora convidada de várias universidades. Foi membro do Comité de História de Fondecyt ―Fundo Nacional de Desenvolvimento Científico e Tecnológico― e avaliadora de Conicyt ―Comissão Nacional de Investigação Científica e Tecnológica―; também foi integrante do concejo editorial de diversas revistas científicas, tanto em Chile como no estrangeiro ―como a Revista Esquerdas, na que foi directora―.
Especializou-se na recuperação da informação documentária proveniente dos arquivos do  Komintern e em general da ex URSS. Realizou várias investigações sobre os comunistas chilenos, em particular respeito dos contactos que estes desenvolveram com o Komintern. Escreveu vários textos em conjunto com outros especialistas no comunismo chileno, como Rolando Álvarez Vallejos e Alfredo Riquelme. Também desenvolveu investigações sobre a imigração russa em Chile.
Era habitual comentarista de temas internacionais na televisão, a rádio e a imprensa chilena. Em 2016, recebeu a medalha "Universidade de Santiago de Chile" de parte do reitor dessa casa de estudos, Juan Manuel Zolezzi, em reconhecimento a sua trajectória académica.
Morreu de um cancro, aos 53 anos, numa clínica em Santiago de Chile.

## Livros e artigos
- Rusia: raíces históricas y dinámica de las reformas (em português:  Rússia: raízes históricas e dinâmica das reformas), Santiago, Editorial da Universidade de Santiago, Colecção CRIA-USACH, 1994.
- "El exilio ruso blanco y su impacto en América Latina y en Chile" (em português:  O exílio russo alvo e seu impacto em América Latina e em Chile), em Revista de Historia, 1997, Universidade de Concepção.
- "Primeros contactos entre en PC chileno y Komintern" (em português:  Primeiros contactos entre em PC chileno e Komintern), em Cuadernos de Historia, Universidade de Chile, 1998.
- "Algunos aspectos de la ayuda financiera del comunismo soviético al PC chileno durante la Guerra Fría" (em português:  Alguns aspectos da ajuda financeira do comunismo soviético a o PC chileno durante a Guerra Fria), em Estudios Públicos, Nº72, primavera/1998.
- "Los primeros rusos en Chile: inicios de un proceso migratorio" (em português:  Os primeiros russos em Chile: inícios de um processo migratorio, em Revista de Humanidades, Universidade Nacional Andrés Belo, Nº5, 1999.
- Viajeros rusos en Chile (em português:  Viajantes russos em Chile), Santiago, DIBAM, 2000.
- Un Chejov desconocido (em português:  Um Chejov desconhecido), Santiago, Editorial RIL, 2000.
- "El caso de Manuel Hidalgo en el PC chileno a partir de los documentos de Komintern" (em português:  O caso de Manuel Hidalgo em #o PC chileno a partir dos documentos de Komintern) em Jorge Rojas Flores e Manuel Loyola (comp.), Por un rojo amanecer. Hacia una historia de los comunistas chilenos (em português:  Por um vermelho amanhecer. Para uma história dos comunistas chilenos), Santiago, 2000.
- "La Unidad Popular y el golpe militar en Chile: percepciones y análisis soviéticos" (em português:  A Unidade Popular e o golpe militar em Chile: percepções e análises soviéticas), em Estudios Públicos, Nº 79, 2000.
- Chile en los archivos soviéticos, Tomo 1, Chile y Komintern 1922-1931, Estudios y Documentos (em português:  Chile nos arquivos soviéticos, Tomo 1, Chile e Komintern 1922-1931, Estudos e Documentos), Santiago, DIBAM-LOM-USACH, 2005 (em coautoría com Alfredo Riquelme).
- Políticas, redes y militancias. Chile y América Latina en el siglo XX (em português:  Políticas, redes e militancias. Chile e América Latina no século XX), USACH-Ariadna, 2009 (em coautoría).
- Chile en los archivos soviéticos, Tomo 2, Chile y Komintern 1931-1935, Estudios y Documentos (em português:  Chile nos arquivos soviéticos, Tomo 2, Chile e Komintern 1931-1935, Estudos e Documentos), DIBAM-LOM, 2009 (em coautoría com Alfredo Riquelme).